# Parc Nacional de Manas
Parc Nacional de Manas o Santuari de vida salvatge de Manas (Pron: mʌnəs) (Assamese: মানস ৰাষ্ট্ৰীয় উদ্যান) és un Parc Nacional, inscrit a la llista del Patrimoni de la Humanitat de la UNESCO des del 1985, és Reserva del Projecte Tigre, una reserva d'elefants i una Reserva de la Biosfera a Assam, Índia.
Situat als contraforts de l'Himàlaia, és contigu amb el Parc Nacional Reial de Manas a Bhutan. El parc és conegut per la seva fauna endèmica rara i en perill d'extinció com la tortuga d'Assam, Conill d'Assam, Langur daurat de Gee i Porc senglar pigmeu. Manas és famosa per la seva població dels búfals d'aigua salvatges.

## Origen del nom
El nom del parc es va originar a partir del riu Manas, que porta el nom de la deessa de la serp Manasa. El riu Manas és un important afluent del riu Brahmaputra, que passa pel cor del parc nacional.

## Història
El Parc Nacional de Manas va ser declarat com a santuari l'1 d'octubre de 1928, amb una superfície de 360 km². La bioreserva de Manas va ser creada el 1973. Abans de la declaració del santuari era una Reserva Forestal anomenada Manas RF i el Nord de Kamrup R.F. Va ser utilitzat per la família reial Cooch Behar i Raja de Gauripur com una reserva de caça. El 1951 i 1955 l'àrea es va incrementar a 391 km². Va ser declarat Patrimoni de la Humanitat el desembre de 1985 per la UNESCO. Kahitama R.F. la Kokilabari R.F. i la Panbari R. F. es van agregar l'any 1990 per formar el Parc Nacional de Manas. El 1992, la UNESCO el va declarar Patrimoni de la Humanitat en perill a causa de la caça furtiva intensiva i les activitats terroristes. El 25 de febrer de 2008, l'àrea es va incrementar a 950 km². El 21 de juny de 2011, va ser retirat de la llista del Patrimoni de la Humanitat en perill i va ser elogiat pels seus esforços en la preservació.